# Tytan (powieść)
Tytan (tyt. oryg. Titan) – powieść fantastycznonaukowa amerykańskiego pisarza Johna Varleya. Powieść ukazała się w 1979 r., polskie wydanie, w tłumaczeniu Stefana Rusińskiego, wydał Rebis w 1992 r. Powieść otrzymała nagrodę Locusa w 1980 r.
Powieść stanowi pierwszy tom trylogii, której dalsze tomy to: Czarodziejka i Demon.

## Fabuła
Załoga statku kosmicznego odkrywa w pobliżu Saturna obiekt skonstruowany przez obcą cywilizację, który wchłania ziemski pojazd wraz z załogą. Obiekt okazuje się pusty w środku, a jego mieszkańcy poruszają się po wewnętrznej powierzchni sfery dzięki sile odśrodkowej ruchu obrotowego. Po pewnym czasie ludzie budzą się w nieznanym świecie, nadzy pośród obcych istot i podejmują próbę wydostania się z niego.